# Mariam Thresia Chiramel Mankidiyan

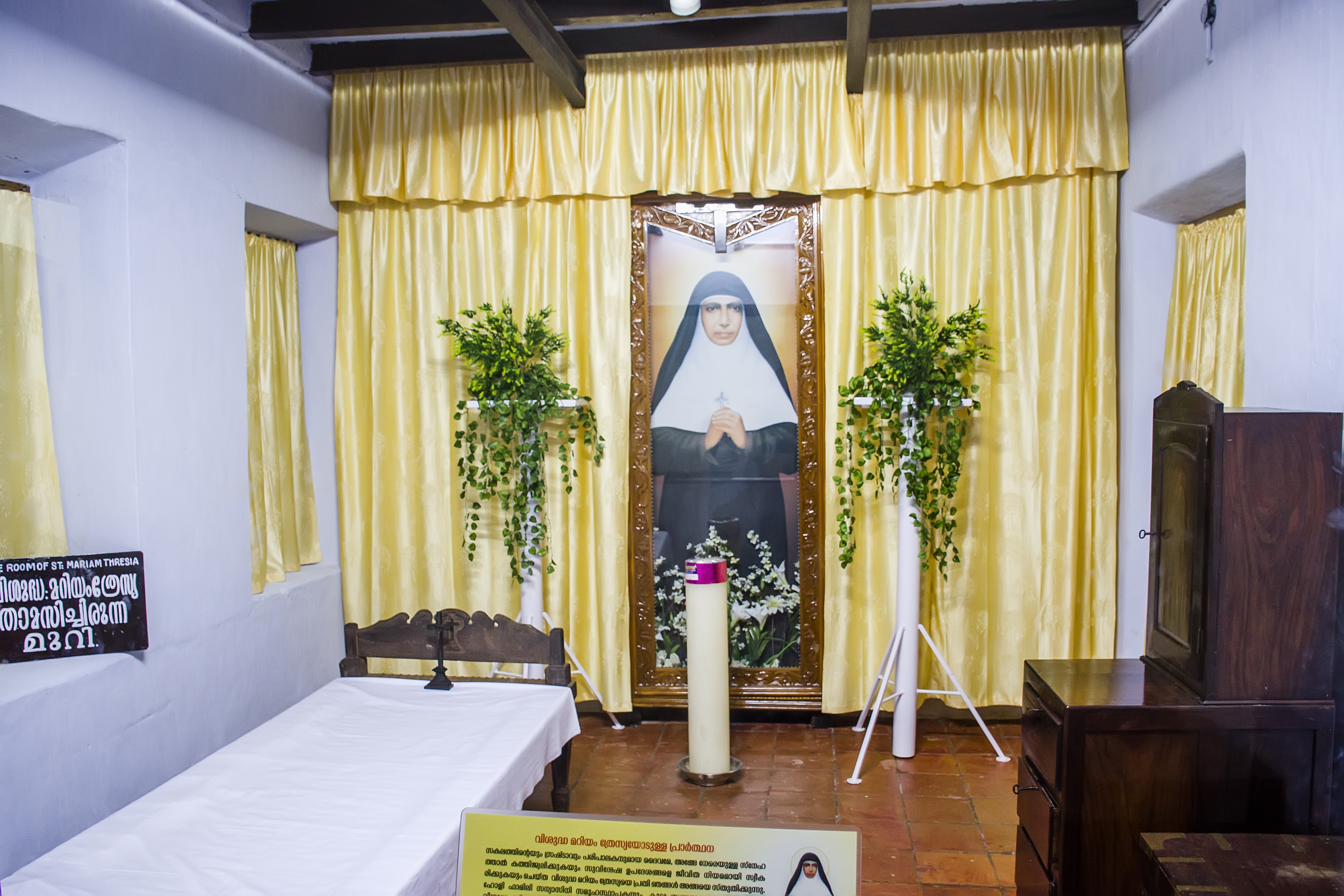
Frühere Zelle von Mariam Thresia Chiramel im Konvent der Kongregation von der Heiligen Familie in Kuzhikkattussery

Mariam Thresia Chiramel Mankidiyan (auch Maria Teresa Chiramel Mankidiyan; * 26. April 1876 im Dorf Puthenchira, Distrikt Trichur, Kerala, Indien; † 8. Juni 1926 in Kuzhikkattussery, Distrikt Trichur, Indien) war Ordensschwester der syro-malabarischen Kirche und Gründerin der Ordensgemeinschaft Kongregation von der Heiligen Familie. Sie ist eine Heilige der römisch-katholischen Kirche.

## Hagiographie

### Asketische Praktiken und mystische Erlebnisse
Thresia Chiramel Mankidiyan wurde am 26. April 1876 als drittes Kind von Thoma und Thanda Chiramel Mankidiyan geboren. Sie hatte zwei Brüder und zwei Schwestern. Am 3. Mai 1876 wurde sie nach der heiligen Teresa von Ávila auf den Namen Thresia getauft. Da der Vater von Thoma Chiramel Mankidiyan die Mitgift für sieben Töchter aufbringen musste, verarmte die ursprünglich wohlhabende und mit ausgedehnten Ländereien begüterte Familie. Thresias Vater und ihr älterer Bruder erkrankten an Alkoholismus. In einem kurzen autobiographischen Dokument, das Thresia später niederschrieb, betont sie, dass sie schon im Alter von zehn Jahren immer Gott dienen wollte. Sie fastete viermal in der Woche und betete mehrmals am Tag den Rosenkranz. Im selben Alter legte sie auch ein Gelübde ewiger Jungfräulichkeit ab. Thresias Mutter habe versucht, mäßigend auf die asketischen Übungen ihrer Tochter einzuwirken.
Als ihre Mutter 1888 starb, musste die Zwölfjährige ihre Schulausbildung abbrechen. Sie übernahm mit drei weiteren Mädchen, mit denen sie in Wohngemeinschaft lebte, die Reinigung der Pfarrkirche. Sie half Armen, pflegte an Lepra oder Pocken Erkrankte und kümmerte sich um Waisenkinder. Um diese karitativen Aufgaben zu erfüllen, waren Thresia und ihre Gefährtinnen selbständig in der Öffentlichkeit unterwegs, wofür sie heftig, auch von Klerikern, kritisiert wurden. Thresia Chiramel Mankidiyan erklärte, sie fühle sich sicher im Schutz der Heiligen Familie. Der Überlieferung zufolge hatte sie nun häufig Visionen, besonders von Jesus und Maria, die sie zu Gebet, Fasten und der Bekehrung von Sündern aufgefordert haben sollen. Sie nahm daraufhin die asketischen Übungen ihrer Kindheit wieder auf. Zudem soll sie laut den vom Vatikan veröffentlichten biographischen Informationen von ihr vor der Öffentlichkeit verborgene Stigmata getragen haben. Zu ihren mystischen Erlebnissen gehörten regelmäßig freitags stattfindende Levitationen. Viele Personen sollen sich an diesen Freitagen versammelt haben, um sie in Kreuzeshaltung an der Wand hängen zu sehen. Deshalb wurde sie auf Weisung des Apostolischen Vikars von Trichur, John Menachery, vom Pfarrer ihrer Gemeinde, Joseph Vithayathil, zwischen 1902 und 1905 mehrfach einem Exorzismus unterzogen, ohne dass die als mystisch interpretierten Ereignisse aufhörten. Ihre Heiligkeit wurde aufgrund dieser Vorkommnisse in Frage gestellt. Joseph Vithayathil zweifelte indessen nicht an ihrem heiligmäßigen Leben und wurde ihr geistlicher Begleiter.

### Gründung der Kongregation von der heiligen Familie
1903 richtete Mariam Thresia Chiramel Mankidiyan die Bitte an den Apostolischen Vikar von Trichur, John Menachery, mit einer kleinen Gruppe von Frauen ein Haus für das kontemplative Gebet und Meditation errichten zu dürfen. Menachery gab als Ortsbischof dieser Bitte nicht statt, sondern schlug ihr vor, in die schon bestehende Ordensgemeinschaft der Klarissen einzutreten, wozu sie sich aber nicht berufen fühlte. Thresia wollte seit 1904 Mariam Thresia genannt werden und erklärte, dass sie 1904 in einer Vision von der seligen Jungfrau Maria gebeten worden sei, ihrem Vornamen das Mariam („Maria“) hinzuzufügen.
1913 erhielt sie von Bischof Menachery die Erlaubnis zur Gründung eines Gebetshauses, in dem sie dann mit ihren drei früheren Mitarbeiterinnen lebte. Die Frauen der Gemeinschaft lebten in strenger Askese und besuchten Kranke und Notleidende. Am 14. Mai 1914 errichtete Bischof John Menachery kanonisch die Kongregation von der Heiligen Familie und nahm zugleich die Profess Chiramel Mankidiyans entgegen, die den Ordensnamen Mariam Thresia annahm. Die drei anderen Frauen wurden als Postulantinnen aufgenommen. Mariam Thresia übernahm die Leitung der Gemeinschaft, während der Diözesanpriester Joseph Vithayathil zum Spiritual bestimmt wurde. Die neue Kongregation übernahm die Ordnung der Schwestern der Heiligen Familie von Bordeaux, die bereits in Sri Lanka eine Ordensniederlassung errichtet hatten. Bis zu ihrem Tod errichtete Mutter Mariam Thresia drei Niederlassungen der neuen Kongregation, zwei Schulen, zwei Internate, ein Studienhaus und ein Waisenhaus. 1926 zählte die Kongregation 55 Ordensschwestern. Mariam Thresia Chiramel Mankidiyan hinterließ außerdem 55 Briefe, die mit zwei Ausnahmen an ihren Spiritual gerichtet sind.

## Kanonisation
Mariam Thresia Chiramel Mankidiyan litt an einer unbehandelten Diabetes. Eine nicht heilende Beinverletzung führte zu ihrem Tod am 8. Juni 1926. Joseph Vithayathil begleitete die Gemeinschaft weiterhin als Spiritual, bis er 1964 starb. Chiramel Mankidiyan stand schon bald im Ruf der Heiligkeit, und viele Wunder wurden ihrer Fürsprache zugeschrieben.
1971 begann der Seligsprechungsprozess. Die gesammelten Unterlagen wurden 1983 der bischöflichen Kommission vorgelegt, und es wurden 15 Augenzeugen gehört. Am 28. Juni 1999 erließ die Kongregation für die Selig- und Heiligsprechungsprozesse ein Dekret, in dem der „heroische Tugendgrad“ festgestellt und Mutter Mariam zur Ehrwürdigen Dienerin Gottes erhoben wurde. Nach der kanonischen Anerkennung mehrerer Wunder am 27. Januar 2000 als letzte Voraussetzung zur Seligsprechung sprach Papst Johannes Paul II. Mutter Mariam Thresia am 9. April 2000 selig. Papst Franziskus bestätigte am 12. Februar 2019 ein der Fürsprache von Maria Teresa Chiramel Mankidiyan – so die vom Vatikan genannte Namensform – zugeschriebenes Wunder als letzte Voraussetzung für die Heiligsprechung; sie erfolgte am 13. Oktober 2019. Der Gedenktag der heiligen Maria Teresa wird am 8. Juni begangen, außerdem gibt es ein Eigenfest der Ordensgemeinschaft am 26. April.